# Objekti BL Gušterice
Objekti BL Gušterice (Lacertide, objekti BL-Lacertae, objekti BL-Lac, BL-Lacertidi) su aktivne galaktike i pripadaju uz kvazare u najsjajnije poznate svemirske objekte. 

## Povijest
Prvo je Cuno Hoffmeister 1929. otkrio jedan takav objekt i svrstao ga pod promjenljivu zvijezdu u zviježđu Gušterici (Lacerta). Dao joj je zajedničku oznaku BL kao za druge promjenljive objekte, čija je varijacija sjajnosti doduše bila nepravilna. Tek je 1968. godine otkrio mjerenjima radioteleskopom da se kod ovog objekta BL Gušterice radio o snažnom izvor radijskih valova koji je promjenljiv. Istovremeno je otkriveno više sličnih objekata ove vrste pri čemu su pokazivali posebnosti ovog objekta.

## Građa
Jezgra im je vrlo svijetla, a ovoj vrlo slabašan. Zrače najvećom snagom. Spektralne su crte slabe. Ovim objektima svojstva neprekidno prelaze u svojstva kvazara. Zadnjih se dvadesetak godina za ove i slične galaktike rabi naziv blazar, ali dio astronoma čini razliku između blazara i objekata BL Gušterice.
Unified Scheme i Unified Model postali su općenito prihvaćeni, pri čemu su visokopromjenjivi kvazari su srodni intrinzično snažnim radio galaktikama, a objekti BL Gušterice su srodni intrinzično slabim radio galaktikama. Razlika između ovih dviju povezanih populacija objašnjava razliku u svojstvima emisijske linije blazara.

## Primjeri
U ove galaktike spada BL Gušterica.